# Charaxes druceanus
Charaxes druceanus är en fjärilsart som beskrevs av Butler 1869. Charaxes druceanus ingår i släktet Charaxes och familjen praktfjärilar. Inga underarter finns listade i Catalogue of Life.